# Humfried van Sint-Bertijns

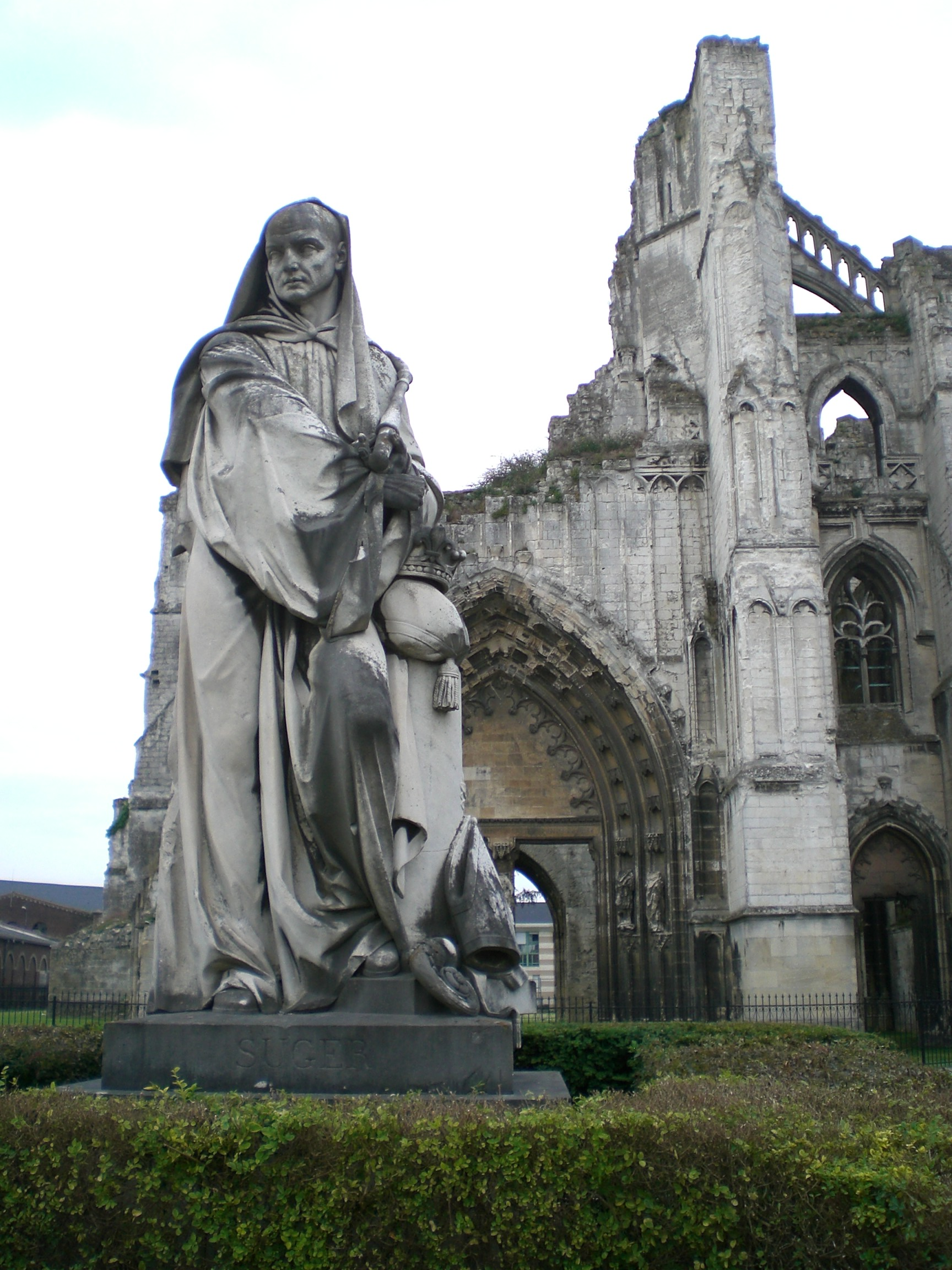
Foto door Romainberth. Ruïnes van de Sint-Bertijnsabdij te Sint-Omaars, met een standbeeld van Suger.

Humfried van Sint-Bertijns (overleden op 21 november 1021) was abt van de Sint-Bertijnsabdij te Sint-Omaars tussen 1007 en 1021.
Humfried werd in 1007 abt van de Sint-Bertijnsabdij. Hij volgde abt Osbertus op die van 986 tot 1007 de 34ste abt van de abdij was. Na Humfrieds dood in 1021 volgde Roderic hem op als nieuwe abt. 

## Voor Humfrieds abbatiaat
In het jaar 950 komt de Sint-Bertijnsabdij tot bloei en wordt het een centrum van cultuur. Na het overlijden van graaf Arnulf II Van Vlaanderen in 987 brak een periode van anarchie aan waarin de abdij slachtoffer werd van berovingen door de adel. Aan deze periode kwam een einde bij het aantreden van graaf Boudewijn IV (988-1035). 

## Periode als abt
In 1007 werd  Humfried op aanraden van de aartsbisschop van Keulen benoemd tot abt van de Sint-Bertijnsabdij door keizer Hendrik II van het Heilige Roomse rijk. Humfried startte zijn beleid met het doorvoeren van het decreet van Saint Folquin, dat in het begin van de negende eeuw zou opgetekend zijn. Dit hield in dat de abten van Sint-Bertijn aanwezig moesten zijn op de vier grote religieuze evenementen van de kerk van Saint-Vierge. Op deze dagen mochten ze dan ook genieten van privileges en offergaven, die door de bevolking ter ere van de heiligen ter beschikking werden gesteld. Over het beleid van Humfried is niet veel bekend. Wat wel geweten is, is dat de Sint-Bertijnsabdij enkele gunsten verkreeg van de Duitse keizer zoals de bevestiging van de bezittingen van de abdij en een vrijstelling voor tolheffing. Ook zou Humfried in het bijzonder de monastieke discipline in de abdij van Sint-Bertijn hebben laten verslappen. 

## Na Humfrieds abbatiaat
Na het abbatiaat van Humfried wordt Roderic aangesteld (1021–1042), door Boudewijn IV, als abt van de Sint-Bertijnsabdij. Hij was eerder een monnik van Saint-Vaast. Door zijn aanstelling als abt verlieten er een aantal monniken de abdij. Roderic werkte vooral aan de herinvoering van de oude orde (het benedictijnse kloosterleven) in de abdij. Om dit strengere beleid door te voeren betoogt hij dat de discipline onder Humfried laks was geworden en zelfs dat Humfried gefaald had als kloosterleider. De voornaamste zaken waarmee Roderic te maken had tijdens zijn abbatiaat was dat de abdij toen werd omschreven als een abdij waar dieven zicht schuil hielden. Ook de pest die het leven kostte van elf religieuzen speelden een rol in de achteruitgang van de abdij. In de elfde eeuw was er ook een brand die de abdij grotendeels had verwoest. Hierdoor zijn er ook veel documenten van de abdij verloren gegaan. De invloed die de graven van Vlaanderen hadden in de kerkpolitiek waren ook nog een struikelblok voor Roderic. Zo had hij eerst hun goedkeuring nodig om religeuze hervormingen door te voeren. Hij wilde hier sneller beslissingen kunnen nemen voor de hervorming, door de inspraak van de adel te beperken tot enkel de belangrijkste beslissingen.